# Trättestads naturreservat
Trättestad är ett naturreservat i Kville socken i Tanums kommun i Bohuslän.
Området är skyddat sedan 1959 och är 2 hektar stort. Det är beläget nordöst om Fjällbacka och består av ett vackert enbestånd.
Naturreservatet förvaltas av Västkuststiftelsen.